# Dobo (ort i North Bank)
Dobo eller Bangaya är en ort i Gambia. Den ligger i regionen North Bank, i den västra delen av landet, 70 km öster om huvudstaden Banjul. Antalet invånare var 811 vid folkräkningen 2013.